# Estación de Campo-Formio
Campo-Formio es una estación del metro de París perteneciente a la línea 5. Se encuentra en el XIII Distrito, al sur de la capital.

## Historia
La estación se abrió el público el 6 de junio de 1906 dentro del tramo inicial de la línea 5.
Situada cerca de la calle Campo-Formio debe su denominación a la ciudad italiana de mismo nombre, hoy conocida como Campoformido. En ella se firmó el Tratado de Campo Formio entre Francia y Austria.

## Descripción
Se compone de dos andenes laterales de 75 metros de longitud y dos vías.
Está diseñada en bóveda elíptica revestida completamente de los clásicos azulejos blancos biselados del metro parisino. Su iluminación ha sido renovada empleando el modelo vagues (olas) con estructuras casi adheridas a la bóveda que sobrevuelan ambos andenes proyectando la luz en varias direcciones.
La señalización por su parte usa la moderna tipografía Parisine donde el nombre de la estación aparece en letras blancas sobre un panel metálico de color azul. Por último, los asientos son sencillos bancos de madera.